# Trappola siberiana
|   | a | b | c | d | e | f | g | h |   |
| 8 | a8 torre del nero · c8 alfiere del nero · e8 re del nero · f8 alfiere del nero · h8 torre del nero · a7 pedone del nero · b7 pedone del nero · c7 donna del nero · d7 pedone del nero · f7 pedone del nero · g7 pedone del nero · h7 pedone del nero · c6 cavallo del nero · e6 pedone del nero · c4 alfiere del bianco · e4 pedone del bianco · g4 cavallo del nero · c3 cavallo del bianco · f3 cavallo del bianco · h3 pedone del bianco · a2 pedone del bianco · b2 pedone del bianco · e2 donna del bianco · f2 pedone del bianco · g2 pedone del bianco · a1 torre del bianco · c1 alfiere del bianco · f1 torre del bianco · g1 re del bianco | a8 torre del nero · c8 alfiere del nero · e8 re del nero · f8 alfiere del nero · h8 torre del nero · a7 pedone del nero · b7 pedone del nero · c7 donna del nero · d7 pedone del nero · f7 pedone del nero · g7 pedone del nero · h7 pedone del nero · c6 cavallo del nero · e6 pedone del nero · c4 alfiere del bianco · e4 pedone del bianco · g4 cavallo del nero · c3 cavallo del bianco · f3 cavallo del bianco · h3 pedone del bianco · a2 pedone del bianco · b2 pedone del bianco · e2 donna del bianco · f2 pedone del bianco · g2 pedone del bianco · a1 torre del bianco · c1 alfiere del bianco · f1 torre del bianco · g1 re del bianco | a8 torre del nero · c8 alfiere del nero · e8 re del nero · f8 alfiere del nero · h8 torre del nero · a7 pedone del nero · b7 pedone del nero · c7 donna del nero · d7 pedone del nero · f7 pedone del nero · g7 pedone del nero · h7 pedone del nero · c6 cavallo del nero · e6 pedone del nero · c4 alfiere del bianco · e4 pedone del bianco · g4 cavallo del nero · c3 cavallo del bianco · f3 cavallo del bianco · h3 pedone del bianco · a2 pedone del bianco · b2 pedone del bianco · e2 donna del bianco · f2 pedone del bianco · g2 pedone del bianco · a1 torre del bianco · c1 alfiere del bianco · f1 torre del bianco · g1 re del bianco | a8 torre del nero · c8 alfiere del nero · e8 re del nero · f8 alfiere del nero · h8 torre del nero · a7 pedone del nero · b7 pedone del nero · c7 donna del nero · d7 pedone del nero · f7 pedone del nero · g7 pedone del nero · h7 pedone del nero · c6 cavallo del nero · e6 pedone del nero · c4 alfiere del bianco · e4 pedone del bianco · g4 cavallo del nero · c3 cavallo del bianco · f3 cavallo del bianco · h3 pedone del bianco · a2 pedone del bianco · b2 pedone del bianco · e2 donna del bianco · f2 pedone del bianco · g2 pedone del bianco · a1 torre del bianco · c1 alfiere del bianco · f1 torre del bianco · g1 re del bianco | a8 torre del nero · c8 alfiere del nero · e8 re del nero · f8 alfiere del nero · h8 torre del nero · a7 pedone del nero · b7 pedone del nero · c7 donna del nero · d7 pedone del nero · f7 pedone del nero · g7 pedone del nero · h7 pedone del nero · c6 cavallo del nero · e6 pedone del nero · c4 alfiere del bianco · e4 pedone del bianco · g4 cavallo del nero · c3 cavallo del bianco · f3 cavallo del bianco · h3 pedone del bianco · a2 pedone del bianco · b2 pedone del bianco · e2 donna del bianco · f2 pedone del bianco · g2 pedone del bianco · a1 torre del bianco · c1 alfiere del bianco · f1 torre del bianco · g1 re del bianco | a8 torre del nero · c8 alfiere del nero · e8 re del nero · f8 alfiere del nero · h8 torre del nero · a7 pedone del nero · b7 pedone del nero · c7 donna del nero · d7 pedone del nero · f7 pedone del nero · g7 pedone del nero · h7 pedone del nero · c6 cavallo del nero · e6 pedone del nero · c4 alfiere del bianco · e4 pedone del bianco · g4 cavallo del nero · c3 cavallo del bianco · f3 cavallo del bianco · h3 pedone del bianco · a2 pedone del bianco · b2 pedone del bianco · e2 donna del bianco · f2 pedone del bianco · g2 pedone del bianco · a1 torre del bianco · c1 alfiere del bianco · f1 torre del bianco · g1 re del bianco | a8 torre del nero · c8 alfiere del nero · e8 re del nero · f8 alfiere del nero · h8 torre del nero · a7 pedone del nero · b7 pedone del nero · c7 donna del nero · d7 pedone del nero · f7 pedone del nero · g7 pedone del nero · h7 pedone del nero · c6 cavallo del nero · e6 pedone del nero · c4 alfiere del bianco · e4 pedone del bianco · g4 cavallo del nero · c3 cavallo del bianco · f3 cavallo del bianco · h3 pedone del bianco · a2 pedone del bianco · b2 pedone del bianco · e2 donna del bianco · f2 pedone del bianco · g2 pedone del bianco · a1 torre del bianco · c1 alfiere del bianco · f1 torre del bianco · g1 re del bianco | a8 torre del nero · c8 alfiere del nero · e8 re del nero · f8 alfiere del nero · h8 torre del nero · a7 pedone del nero · b7 pedone del nero · c7 donna del nero · d7 pedone del nero · f7 pedone del nero · g7 pedone del nero · h7 pedone del nero · c6 cavallo del nero · e6 pedone del nero · c4 alfiere del bianco · e4 pedone del bianco · g4 cavallo del nero · c3 cavallo del bianco · f3 cavallo del bianco · h3 pedone del bianco · a2 pedone del bianco · b2 pedone del bianco · e2 donna del bianco · f2 pedone del bianco · g2 pedone del bianco · a1 torre del bianco · c1 alfiere del bianco · f1 torre del bianco · g1 re del bianco | 8 |
| 7 | a8 torre del nero · c8 alfiere del nero · e8 re del nero · f8 alfiere del nero · h8 torre del nero · a7 pedone del nero · b7 pedone del nero · c7 donna del nero · d7 pedone del nero · f7 pedone del nero · g7 pedone del nero · h7 pedone del nero · c6 cavallo del nero · e6 pedone del nero · c4 alfiere del bianco · e4 pedone del bianco · g4 cavallo del nero · c3 cavallo del bianco · f3 cavallo del bianco · h3 pedone del bianco · a2 pedone del bianco · b2 pedone del bianco · e2 donna del bianco · f2 pedone del bianco · g2 pedone del bianco · a1 torre del bianco · c1 alfiere del bianco · f1 torre del bianco · g1 re del bianco | a8 torre del nero · c8 alfiere del nero · e8 re del nero · f8 alfiere del nero · h8 torre del nero · a7 pedone del nero · b7 pedone del nero · c7 donna del nero · d7 pedone del nero · f7 pedone del nero · g7 pedone del nero · h7 pedone del nero · c6 cavallo del nero · e6 pedone del nero · c4 alfiere del bianco · e4 pedone del bianco · g4 cavallo del nero · c3 cavallo del bianco · f3 cavallo del bianco · h3 pedone del bianco · a2 pedone del bianco · b2 pedone del bianco · e2 donna del bianco · f2 pedone del bianco · g2 pedone del bianco · a1 torre del bianco · c1 alfiere del bianco · f1 torre del bianco · g1 re del bianco | a8 torre del nero · c8 alfiere del nero · e8 re del nero · f8 alfiere del nero · h8 torre del nero · a7 pedone del nero · b7 pedone del nero · c7 donna del nero · d7 pedone del nero · f7 pedone del nero · g7 pedone del nero · h7 pedone del nero · c6 cavallo del nero · e6 pedone del nero · c4 alfiere del bianco · e4 pedone del bianco · g4 cavallo del nero · c3 cavallo del bianco · f3 cavallo del bianco · h3 pedone del bianco · a2 pedone del bianco · b2 pedone del bianco · e2 donna del bianco · f2 pedone del bianco · g2 pedone del bianco · a1 torre del bianco · c1 alfiere del bianco · f1 torre del bianco · g1 re del bianco | a8 torre del nero · c8 alfiere del nero · e8 re del nero · f8 alfiere del nero · h8 torre del nero · a7 pedone del nero · b7 pedone del nero · c7 donna del nero · d7 pedone del nero · f7 pedone del nero · g7 pedone del nero · h7 pedone del nero · c6 cavallo del nero · e6 pedone del nero · c4 alfiere del bianco · e4 pedone del bianco · g4 cavallo del nero · c3 cavallo del bianco · f3 cavallo del bianco · h3 pedone del bianco · a2 pedone del bianco · b2 pedone del bianco · e2 donna del bianco · f2 pedone del bianco · g2 pedone del bianco · a1 torre del bianco · c1 alfiere del bianco · f1 torre del bianco · g1 re del bianco | a8 torre del nero · c8 alfiere del nero · e8 re del nero · f8 alfiere del nero · h8 torre del nero · a7 pedone del nero · b7 pedone del nero · c7 donna del nero · d7 pedone del nero · f7 pedone del nero · g7 pedone del nero · h7 pedone del nero · c6 cavallo del nero · e6 pedone del nero · c4 alfiere del bianco · e4 pedone del bianco · g4 cavallo del nero · c3 cavallo del bianco · f3 cavallo del bianco · h3 pedone del bianco · a2 pedone del bianco · b2 pedone del bianco · e2 donna del bianco · f2 pedone del bianco · g2 pedone del bianco · a1 torre del bianco · c1 alfiere del bianco · f1 torre del bianco · g1 re del bianco | a8 torre del nero · c8 alfiere del nero · e8 re del nero · f8 alfiere del nero · h8 torre del nero · a7 pedone del nero · b7 pedone del nero · c7 donna del nero · d7 pedone del nero · f7 pedone del nero · g7 pedone del nero · h7 pedone del nero · c6 cavallo del nero · e6 pedone del nero · c4 alfiere del bianco · e4 pedone del bianco · g4 cavallo del nero · c3 cavallo del bianco · f3 cavallo del bianco · h3 pedone del bianco · a2 pedone del bianco · b2 pedone del bianco · e2 donna del bianco · f2 pedone del bianco · g2 pedone del bianco · a1 torre del bianco · c1 alfiere del bianco · f1 torre del bianco · g1 re del bianco | a8 torre del nero · c8 alfiere del nero · e8 re del nero · f8 alfiere del nero · h8 torre del nero · a7 pedone del nero · b7 pedone del nero · c7 donna del nero · d7 pedone del nero · f7 pedone del nero · g7 pedone del nero · h7 pedone del nero · c6 cavallo del nero · e6 pedone del nero · c4 alfiere del bianco · e4 pedone del bianco · g4 cavallo del nero · c3 cavallo del bianco · f3 cavallo del bianco · h3 pedone del bianco · a2 pedone del bianco · b2 pedone del bianco · e2 donna del bianco · f2 pedone del bianco · g2 pedone del bianco · a1 torre del bianco · c1 alfiere del bianco · f1 torre del bianco · g1 re del bianco | a8 torre del nero · c8 alfiere del nero · e8 re del nero · f8 alfiere del nero · h8 torre del nero · a7 pedone del nero · b7 pedone del nero · c7 donna del nero · d7 pedone del nero · f7 pedone del nero · g7 pedone del nero · h7 pedone del nero · c6 cavallo del nero · e6 pedone del nero · c4 alfiere del bianco · e4 pedone del bianco · g4 cavallo del nero · c3 cavallo del bianco · f3 cavallo del bianco · h3 pedone del bianco · a2 pedone del bianco · b2 pedone del bianco · e2 donna del bianco · f2 pedone del bianco · g2 pedone del bianco · a1 torre del bianco · c1 alfiere del bianco · f1 torre del bianco · g1 re del bianco | 7 |
| 6 | a8 torre del nero · c8 alfiere del nero · e8 re del nero · f8 alfiere del nero · h8 torre del nero · a7 pedone del nero · b7 pedone del nero · c7 donna del nero · d7 pedone del nero · f7 pedone del nero · g7 pedone del nero · h7 pedone del nero · c6 cavallo del nero · e6 pedone del nero · c4 alfiere del bianco · e4 pedone del bianco · g4 cavallo del nero · c3 cavallo del bianco · f3 cavallo del bianco · h3 pedone del bianco · a2 pedone del bianco · b2 pedone del bianco · e2 donna del bianco · f2 pedone del bianco · g2 pedone del bianco · a1 torre del bianco · c1 alfiere del bianco · f1 torre del bianco · g1 re del bianco | a8 torre del nero · c8 alfiere del nero · e8 re del nero · f8 alfiere del nero · h8 torre del nero · a7 pedone del nero · b7 pedone del nero · c7 donna del nero · d7 pedone del nero · f7 pedone del nero · g7 pedone del nero · h7 pedone del nero · c6 cavallo del nero · e6 pedone del nero · c4 alfiere del bianco · e4 pedone del bianco · g4 cavallo del nero · c3 cavallo del bianco · f3 cavallo del bianco · h3 pedone del bianco · a2 pedone del bianco · b2 pedone del bianco · e2 donna del bianco · f2 pedone del bianco · g2 pedone del bianco · a1 torre del bianco · c1 alfiere del bianco · f1 torre del bianco · g1 re del bianco | a8 torre del nero · c8 alfiere del nero · e8 re del nero · f8 alfiere del nero · h8 torre del nero · a7 pedone del nero · b7 pedone del nero · c7 donna del nero · d7 pedone del nero · f7 pedone del nero · g7 pedone del nero · h7 pedone del nero · c6 cavallo del nero · e6 pedone del nero · c4 alfiere del bianco · e4 pedone del bianco · g4 cavallo del nero · c3 cavallo del bianco · f3 cavallo del bianco · h3 pedone del bianco · a2 pedone del bianco · b2 pedone del bianco · e2 donna del bianco · f2 pedone del bianco · g2 pedone del bianco · a1 torre del bianco · c1 alfiere del bianco · f1 torre del bianco · g1 re del bianco | a8 torre del nero · c8 alfiere del nero · e8 re del nero · f8 alfiere del nero · h8 torre del nero · a7 pedone del nero · b7 pedone del nero · c7 donna del nero · d7 pedone del nero · f7 pedone del nero · g7 pedone del nero · h7 pedone del nero · c6 cavallo del nero · e6 pedone del nero · c4 alfiere del bianco · e4 pedone del bianco · g4 cavallo del nero · c3 cavallo del bianco · f3 cavallo del bianco · h3 pedone del bianco · a2 pedone del bianco · b2 pedone del bianco · e2 donna del bianco · f2 pedone del bianco · g2 pedone del bianco · a1 torre del bianco · c1 alfiere del bianco · f1 torre del bianco · g1 re del bianco | a8 torre del nero · c8 alfiere del nero · e8 re del nero · f8 alfiere del nero · h8 torre del nero · a7 pedone del nero · b7 pedone del nero · c7 donna del nero · d7 pedone del nero · f7 pedone del nero · g7 pedone del nero · h7 pedone del nero · c6 cavallo del nero · e6 pedone del nero · c4 alfiere del bianco · e4 pedone del bianco · g4 cavallo del nero · c3 cavallo del bianco · f3 cavallo del bianco · h3 pedone del bianco · a2 pedone del bianco · b2 pedone del bianco · e2 donna del bianco · f2 pedone del bianco · g2 pedone del bianco · a1 torre del bianco · c1 alfiere del bianco · f1 torre del bianco · g1 re del bianco | a8 torre del nero · c8 alfiere del nero · e8 re del nero · f8 alfiere del nero · h8 torre del nero · a7 pedone del nero · b7 pedone del nero · c7 donna del nero · d7 pedone del nero · f7 pedone del nero · g7 pedone del nero · h7 pedone del nero · c6 cavallo del nero · e6 pedone del nero · c4 alfiere del bianco · e4 pedone del bianco · g4 cavallo del nero · c3 cavallo del bianco · f3 cavallo del bianco · h3 pedone del bianco · a2 pedone del bianco · b2 pedone del bianco · e2 donna del bianco · f2 pedone del bianco · g2 pedone del bianco · a1 torre del bianco · c1 alfiere del bianco · f1 torre del bianco · g1 re del bianco | a8 torre del nero · c8 alfiere del nero · e8 re del nero · f8 alfiere del nero · h8 torre del nero · a7 pedone del nero · b7 pedone del nero · c7 donna del nero · d7 pedone del nero · f7 pedone del nero · g7 pedone del nero · h7 pedone del nero · c6 cavallo del nero · e6 pedone del nero · c4 alfiere del bianco · e4 pedone del bianco · g4 cavallo del nero · c3 cavallo del bianco · f3 cavallo del bianco · h3 pedone del bianco · a2 pedone del bianco · b2 pedone del bianco · e2 donna del bianco · f2 pedone del bianco · g2 pedone del bianco · a1 torre del bianco · c1 alfiere del bianco · f1 torre del bianco · g1 re del bianco | a8 torre del nero · c8 alfiere del nero · e8 re del nero · f8 alfiere del nero · h8 torre del nero · a7 pedone del nero · b7 pedone del nero · c7 donna del nero · d7 pedone del nero · f7 pedone del nero · g7 pedone del nero · h7 pedone del nero · c6 cavallo del nero · e6 pedone del nero · c4 alfiere del bianco · e4 pedone del bianco · g4 cavallo del nero · c3 cavallo del bianco · f3 cavallo del bianco · h3 pedone del bianco · a2 pedone del bianco · b2 pedone del bianco · e2 donna del bianco · f2 pedone del bianco · g2 pedone del bianco · a1 torre del bianco · c1 alfiere del bianco · f1 torre del bianco · g1 re del bianco | 6 |
| 5 | a8 torre del nero · c8 alfiere del nero · e8 re del nero · f8 alfiere del nero · h8 torre del nero · a7 pedone del nero · b7 pedone del nero · c7 donna del nero · d7 pedone del nero · f7 pedone del nero · g7 pedone del nero · h7 pedone del nero · c6 cavallo del nero · e6 pedone del nero · c4 alfiere del bianco · e4 pedone del bianco · g4 cavallo del nero · c3 cavallo del bianco · f3 cavallo del bianco · h3 pedone del bianco · a2 pedone del bianco · b2 pedone del bianco · e2 donna del bianco · f2 pedone del bianco · g2 pedone del bianco · a1 torre del bianco · c1 alfiere del bianco · f1 torre del bianco · g1 re del bianco | a8 torre del nero · c8 alfiere del nero · e8 re del nero · f8 alfiere del nero · h8 torre del nero · a7 pedone del nero · b7 pedone del nero · c7 donna del nero · d7 pedone del nero · f7 pedone del nero · g7 pedone del nero · h7 pedone del nero · c6 cavallo del nero · e6 pedone del nero · c4 alfiere del bianco · e4 pedone del bianco · g4 cavallo del nero · c3 cavallo del bianco · f3 cavallo del bianco · h3 pedone del bianco · a2 pedone del bianco · b2 pedone del bianco · e2 donna del bianco · f2 pedone del bianco · g2 pedone del bianco · a1 torre del bianco · c1 alfiere del bianco · f1 torre del bianco · g1 re del bianco | a8 torre del nero · c8 alfiere del nero · e8 re del nero · f8 alfiere del nero · h8 torre del nero · a7 pedone del nero · b7 pedone del nero · c7 donna del nero · d7 pedone del nero · f7 pedone del nero · g7 pedone del nero · h7 pedone del nero · c6 cavallo del nero · e6 pedone del nero · c4 alfiere del bianco · e4 pedone del bianco · g4 cavallo del nero · c3 cavallo del bianco · f3 cavallo del bianco · h3 pedone del bianco · a2 pedone del bianco · b2 pedone del bianco · e2 donna del bianco · f2 pedone del bianco · g2 pedone del bianco · a1 torre del bianco · c1 alfiere del bianco · f1 torre del bianco · g1 re del bianco | a8 torre del nero · c8 alfiere del nero · e8 re del nero · f8 alfiere del nero · h8 torre del nero · a7 pedone del nero · b7 pedone del nero · c7 donna del nero · d7 pedone del nero · f7 pedone del nero · g7 pedone del nero · h7 pedone del nero · c6 cavallo del nero · e6 pedone del nero · c4 alfiere del bianco · e4 pedone del bianco · g4 cavallo del nero · c3 cavallo del bianco · f3 cavallo del bianco · h3 pedone del bianco · a2 pedone del bianco · b2 pedone del bianco · e2 donna del bianco · f2 pedone del bianco · g2 pedone del bianco · a1 torre del bianco · c1 alfiere del bianco · f1 torre del bianco · g1 re del bianco | a8 torre del nero · c8 alfiere del nero · e8 re del nero · f8 alfiere del nero · h8 torre del nero · a7 pedone del nero · b7 pedone del nero · c7 donna del nero · d7 pedone del nero · f7 pedone del nero · g7 pedone del nero · h7 pedone del nero · c6 cavallo del nero · e6 pedone del nero · c4 alfiere del bianco · e4 pedone del bianco · g4 cavallo del nero · c3 cavallo del bianco · f3 cavallo del bianco · h3 pedone del bianco · a2 pedone del bianco · b2 pedone del bianco · e2 donna del bianco · f2 pedone del bianco · g2 pedone del bianco · a1 torre del bianco · c1 alfiere del bianco · f1 torre del bianco · g1 re del bianco | a8 torre del nero · c8 alfiere del nero · e8 re del nero · f8 alfiere del nero · h8 torre del nero · a7 pedone del nero · b7 pedone del nero · c7 donna del nero · d7 pedone del nero · f7 pedone del nero · g7 pedone del nero · h7 pedone del nero · c6 cavallo del nero · e6 pedone del nero · c4 alfiere del bianco · e4 pedone del bianco · g4 cavallo del nero · c3 cavallo del bianco · f3 cavallo del bianco · h3 pedone del bianco · a2 pedone del bianco · b2 pedone del bianco · e2 donna del bianco · f2 pedone del bianco · g2 pedone del bianco · a1 torre del bianco · c1 alfiere del bianco · f1 torre del bianco · g1 re del bianco | a8 torre del nero · c8 alfiere del nero · e8 re del nero · f8 alfiere del nero · h8 torre del nero · a7 pedone del nero · b7 pedone del nero · c7 donna del nero · d7 pedone del nero · f7 pedone del nero · g7 pedone del nero · h7 pedone del nero · c6 cavallo del nero · e6 pedone del nero · c4 alfiere del bianco · e4 pedone del bianco · g4 cavallo del nero · c3 cavallo del bianco · f3 cavallo del bianco · h3 pedone del bianco · a2 pedone del bianco · b2 pedone del bianco · e2 donna del bianco · f2 pedone del bianco · g2 pedone del bianco · a1 torre del bianco · c1 alfiere del bianco · f1 torre del bianco · g1 re del bianco | a8 torre del nero · c8 alfiere del nero · e8 re del nero · f8 alfiere del nero · h8 torre del nero · a7 pedone del nero · b7 pedone del nero · c7 donna del nero · d7 pedone del nero · f7 pedone del nero · g7 pedone del nero · h7 pedone del nero · c6 cavallo del nero · e6 pedone del nero · c4 alfiere del bianco · e4 pedone del bianco · g4 cavallo del nero · c3 cavallo del bianco · f3 cavallo del bianco · h3 pedone del bianco · a2 pedone del bianco · b2 pedone del bianco · e2 donna del bianco · f2 pedone del bianco · g2 pedone del bianco · a1 torre del bianco · c1 alfiere del bianco · f1 torre del bianco · g1 re del bianco | 5 |
| 4 | a8 torre del nero · c8 alfiere del nero · e8 re del nero · f8 alfiere del nero · h8 torre del nero · a7 pedone del nero · b7 pedone del nero · c7 donna del nero · d7 pedone del nero · f7 pedone del nero · g7 pedone del nero · h7 pedone del nero · c6 cavallo del nero · e6 pedone del nero · c4 alfiere del bianco · e4 pedone del bianco · g4 cavallo del nero · c3 cavallo del bianco · f3 cavallo del bianco · h3 pedone del bianco · a2 pedone del bianco · b2 pedone del bianco · e2 donna del bianco · f2 pedone del bianco · g2 pedone del bianco · a1 torre del bianco · c1 alfiere del bianco · f1 torre del bianco · g1 re del bianco | a8 torre del nero · c8 alfiere del nero · e8 re del nero · f8 alfiere del nero · h8 torre del nero · a7 pedone del nero · b7 pedone del nero · c7 donna del nero · d7 pedone del nero · f7 pedone del nero · g7 pedone del nero · h7 pedone del nero · c6 cavallo del nero · e6 pedone del nero · c4 alfiere del bianco · e4 pedone del bianco · g4 cavallo del nero · c3 cavallo del bianco · f3 cavallo del bianco · h3 pedone del bianco · a2 pedone del bianco · b2 pedone del bianco · e2 donna del bianco · f2 pedone del bianco · g2 pedone del bianco · a1 torre del bianco · c1 alfiere del bianco · f1 torre del bianco · g1 re del bianco | a8 torre del nero · c8 alfiere del nero · e8 re del nero · f8 alfiere del nero · h8 torre del nero · a7 pedone del nero · b7 pedone del nero · c7 donna del nero · d7 pedone del nero · f7 pedone del nero · g7 pedone del nero · h7 pedone del nero · c6 cavallo del nero · e6 pedone del nero · c4 alfiere del bianco · e4 pedone del bianco · g4 cavallo del nero · c3 cavallo del bianco · f3 cavallo del bianco · h3 pedone del bianco · a2 pedone del bianco · b2 pedone del bianco · e2 donna del bianco · f2 pedone del bianco · g2 pedone del bianco · a1 torre del bianco · c1 alfiere del bianco · f1 torre del bianco · g1 re del bianco | a8 torre del nero · c8 alfiere del nero · e8 re del nero · f8 alfiere del nero · h8 torre del nero · a7 pedone del nero · b7 pedone del nero · c7 donna del nero · d7 pedone del nero · f7 pedone del nero · g7 pedone del nero · h7 pedone del nero · c6 cavallo del nero · e6 pedone del nero · c4 alfiere del bianco · e4 pedone del bianco · g4 cavallo del nero · c3 cavallo del bianco · f3 cavallo del bianco · h3 pedone del bianco · a2 pedone del bianco · b2 pedone del bianco · e2 donna del bianco · f2 pedone del bianco · g2 pedone del bianco · a1 torre del bianco · c1 alfiere del bianco · f1 torre del bianco · g1 re del bianco | a8 torre del nero · c8 alfiere del nero · e8 re del nero · f8 alfiere del nero · h8 torre del nero · a7 pedone del nero · b7 pedone del nero · c7 donna del nero · d7 pedone del nero · f7 pedone del nero · g7 pedone del nero · h7 pedone del nero · c6 cavallo del nero · e6 pedone del nero · c4 alfiere del bianco · e4 pedone del bianco · g4 cavallo del nero · c3 cavallo del bianco · f3 cavallo del bianco · h3 pedone del bianco · a2 pedone del bianco · b2 pedone del bianco · e2 donna del bianco · f2 pedone del bianco · g2 pedone del bianco · a1 torre del bianco · c1 alfiere del bianco · f1 torre del bianco · g1 re del bianco | a8 torre del nero · c8 alfiere del nero · e8 re del nero · f8 alfiere del nero · h8 torre del nero · a7 pedone del nero · b7 pedone del nero · c7 donna del nero · d7 pedone del nero · f7 pedone del nero · g7 pedone del nero · h7 pedone del nero · c6 cavallo del nero · e6 pedone del nero · c4 alfiere del bianco · e4 pedone del bianco · g4 cavallo del nero · c3 cavallo del bianco · f3 cavallo del bianco · h3 pedone del bianco · a2 pedone del bianco · b2 pedone del bianco · e2 donna del bianco · f2 pedone del bianco · g2 pedone del bianco · a1 torre del bianco · c1 alfiere del bianco · f1 torre del bianco · g1 re del bianco | a8 torre del nero · c8 alfiere del nero · e8 re del nero · f8 alfiere del nero · h8 torre del nero · a7 pedone del nero · b7 pedone del nero · c7 donna del nero · d7 pedone del nero · f7 pedone del nero · g7 pedone del nero · h7 pedone del nero · c6 cavallo del nero · e6 pedone del nero · c4 alfiere del bianco · e4 pedone del bianco · g4 cavallo del nero · c3 cavallo del bianco · f3 cavallo del bianco · h3 pedone del bianco · a2 pedone del bianco · b2 pedone del bianco · e2 donna del bianco · f2 pedone del bianco · g2 pedone del bianco · a1 torre del bianco · c1 alfiere del bianco · f1 torre del bianco · g1 re del bianco | a8 torre del nero · c8 alfiere del nero · e8 re del nero · f8 alfiere del nero · h8 torre del nero · a7 pedone del nero · b7 pedone del nero · c7 donna del nero · d7 pedone del nero · f7 pedone del nero · g7 pedone del nero · h7 pedone del nero · c6 cavallo del nero · e6 pedone del nero · c4 alfiere del bianco · e4 pedone del bianco · g4 cavallo del nero · c3 cavallo del bianco · f3 cavallo del bianco · h3 pedone del bianco · a2 pedone del bianco · b2 pedone del bianco · e2 donna del bianco · f2 pedone del bianco · g2 pedone del bianco · a1 torre del bianco · c1 alfiere del bianco · f1 torre del bianco · g1 re del bianco | 4 |
| 3 | a8 torre del nero · c8 alfiere del nero · e8 re del nero · f8 alfiere del nero · h8 torre del nero · a7 pedone del nero · b7 pedone del nero · c7 donna del nero · d7 pedone del nero · f7 pedone del nero · g7 pedone del nero · h7 pedone del nero · c6 cavallo del nero · e6 pedone del nero · c4 alfiere del bianco · e4 pedone del bianco · g4 cavallo del nero · c3 cavallo del bianco · f3 cavallo del bianco · h3 pedone del bianco · a2 pedone del bianco · b2 pedone del bianco · e2 donna del bianco · f2 pedone del bianco · g2 pedone del bianco · a1 torre del bianco · c1 alfiere del bianco · f1 torre del bianco · g1 re del bianco | a8 torre del nero · c8 alfiere del nero · e8 re del nero · f8 alfiere del nero · h8 torre del nero · a7 pedone del nero · b7 pedone del nero · c7 donna del nero · d7 pedone del nero · f7 pedone del nero · g7 pedone del nero · h7 pedone del nero · c6 cavallo del nero · e6 pedone del nero · c4 alfiere del bianco · e4 pedone del bianco · g4 cavallo del nero · c3 cavallo del bianco · f3 cavallo del bianco · h3 pedone del bianco · a2 pedone del bianco · b2 pedone del bianco · e2 donna del bianco · f2 pedone del bianco · g2 pedone del bianco · a1 torre del bianco · c1 alfiere del bianco · f1 torre del bianco · g1 re del bianco | a8 torre del nero · c8 alfiere del nero · e8 re del nero · f8 alfiere del nero · h8 torre del nero · a7 pedone del nero · b7 pedone del nero · c7 donna del nero · d7 pedone del nero · f7 pedone del nero · g7 pedone del nero · h7 pedone del nero · c6 cavallo del nero · e6 pedone del nero · c4 alfiere del bianco · e4 pedone del bianco · g4 cavallo del nero · c3 cavallo del bianco · f3 cavallo del bianco · h3 pedone del bianco · a2 pedone del bianco · b2 pedone del bianco · e2 donna del bianco · f2 pedone del bianco · g2 pedone del bianco · a1 torre del bianco · c1 alfiere del bianco · f1 torre del bianco · g1 re del bianco | a8 torre del nero · c8 alfiere del nero · e8 re del nero · f8 alfiere del nero · h8 torre del nero · a7 pedone del nero · b7 pedone del nero · c7 donna del nero · d7 pedone del nero · f7 pedone del nero · g7 pedone del nero · h7 pedone del nero · c6 cavallo del nero · e6 pedone del nero · c4 alfiere del bianco · e4 pedone del bianco · g4 cavallo del nero · c3 cavallo del bianco · f3 cavallo del bianco · h3 pedone del bianco · a2 pedone del bianco · b2 pedone del bianco · e2 donna del bianco · f2 pedone del bianco · g2 pedone del bianco · a1 torre del bianco · c1 alfiere del bianco · f1 torre del bianco · g1 re del bianco | a8 torre del nero · c8 alfiere del nero · e8 re del nero · f8 alfiere del nero · h8 torre del nero · a7 pedone del nero · b7 pedone del nero · c7 donna del nero · d7 pedone del nero · f7 pedone del nero · g7 pedone del nero · h7 pedone del nero · c6 cavallo del nero · e6 pedone del nero · c4 alfiere del bianco · e4 pedone del bianco · g4 cavallo del nero · c3 cavallo del bianco · f3 cavallo del bianco · h3 pedone del bianco · a2 pedone del bianco · b2 pedone del bianco · e2 donna del bianco · f2 pedone del bianco · g2 pedone del bianco · a1 torre del bianco · c1 alfiere del bianco · f1 torre del bianco · g1 re del bianco | a8 torre del nero · c8 alfiere del nero · e8 re del nero · f8 alfiere del nero · h8 torre del nero · a7 pedone del nero · b7 pedone del nero · c7 donna del nero · d7 pedone del nero · f7 pedone del nero · g7 pedone del nero · h7 pedone del nero · c6 cavallo del nero · e6 pedone del nero · c4 alfiere del bianco · e4 pedone del bianco · g4 cavallo del nero · c3 cavallo del bianco · f3 cavallo del bianco · h3 pedone del bianco · a2 pedone del bianco · b2 pedone del bianco · e2 donna del bianco · f2 pedone del bianco · g2 pedone del bianco · a1 torre del bianco · c1 alfiere del bianco · f1 torre del bianco · g1 re del bianco | a8 torre del nero · c8 alfiere del nero · e8 re del nero · f8 alfiere del nero · h8 torre del nero · a7 pedone del nero · b7 pedone del nero · c7 donna del nero · d7 pedone del nero · f7 pedone del nero · g7 pedone del nero · h7 pedone del nero · c6 cavallo del nero · e6 pedone del nero · c4 alfiere del bianco · e4 pedone del bianco · g4 cavallo del nero · c3 cavallo del bianco · f3 cavallo del bianco · h3 pedone del bianco · a2 pedone del bianco · b2 pedone del bianco · e2 donna del bianco · f2 pedone del bianco · g2 pedone del bianco · a1 torre del bianco · c1 alfiere del bianco · f1 torre del bianco · g1 re del bianco | a8 torre del nero · c8 alfiere del nero · e8 re del nero · f8 alfiere del nero · h8 torre del nero · a7 pedone del nero · b7 pedone del nero · c7 donna del nero · d7 pedone del nero · f7 pedone del nero · g7 pedone del nero · h7 pedone del nero · c6 cavallo del nero · e6 pedone del nero · c4 alfiere del bianco · e4 pedone del bianco · g4 cavallo del nero · c3 cavallo del bianco · f3 cavallo del bianco · h3 pedone del bianco · a2 pedone del bianco · b2 pedone del bianco · e2 donna del bianco · f2 pedone del bianco · g2 pedone del bianco · a1 torre del bianco · c1 alfiere del bianco · f1 torre del bianco · g1 re del bianco | 3 |
| 2 | a8 torre del nero · c8 alfiere del nero · e8 re del nero · f8 alfiere del nero · h8 torre del nero · a7 pedone del nero · b7 pedone del nero · c7 donna del nero · d7 pedone del nero · f7 pedone del nero · g7 pedone del nero · h7 pedone del nero · c6 cavallo del nero · e6 pedone del nero · c4 alfiere del bianco · e4 pedone del bianco · g4 cavallo del nero · c3 cavallo del bianco · f3 cavallo del bianco · h3 pedone del bianco · a2 pedone del bianco · b2 pedone del bianco · e2 donna del bianco · f2 pedone del bianco · g2 pedone del bianco · a1 torre del bianco · c1 alfiere del bianco · f1 torre del bianco · g1 re del bianco | a8 torre del nero · c8 alfiere del nero · e8 re del nero · f8 alfiere del nero · h8 torre del nero · a7 pedone del nero · b7 pedone del nero · c7 donna del nero · d7 pedone del nero · f7 pedone del nero · g7 pedone del nero · h7 pedone del nero · c6 cavallo del nero · e6 pedone del nero · c4 alfiere del bianco · e4 pedone del bianco · g4 cavallo del nero · c3 cavallo del bianco · f3 cavallo del bianco · h3 pedone del bianco · a2 pedone del bianco · b2 pedone del bianco · e2 donna del bianco · f2 pedone del bianco · g2 pedone del bianco · a1 torre del bianco · c1 alfiere del bianco · f1 torre del bianco · g1 re del bianco | a8 torre del nero · c8 alfiere del nero · e8 re del nero · f8 alfiere del nero · h8 torre del nero · a7 pedone del nero · b7 pedone del nero · c7 donna del nero · d7 pedone del nero · f7 pedone del nero · g7 pedone del nero · h7 pedone del nero · c6 cavallo del nero · e6 pedone del nero · c4 alfiere del bianco · e4 pedone del bianco · g4 cavallo del nero · c3 cavallo del bianco · f3 cavallo del bianco · h3 pedone del bianco · a2 pedone del bianco · b2 pedone del bianco · e2 donna del bianco · f2 pedone del bianco · g2 pedone del bianco · a1 torre del bianco · c1 alfiere del bianco · f1 torre del bianco · g1 re del bianco | a8 torre del nero · c8 alfiere del nero · e8 re del nero · f8 alfiere del nero · h8 torre del nero · a7 pedone del nero · b7 pedone del nero · c7 donna del nero · d7 pedone del nero · f7 pedone del nero · g7 pedone del nero · h7 pedone del nero · c6 cavallo del nero · e6 pedone del nero · c4 alfiere del bianco · e4 pedone del bianco · g4 cavallo del nero · c3 cavallo del bianco · f3 cavallo del bianco · h3 pedone del bianco · a2 pedone del bianco · b2 pedone del bianco · e2 donna del bianco · f2 pedone del bianco · g2 pedone del bianco · a1 torre del bianco · c1 alfiere del bianco · f1 torre del bianco · g1 re del bianco | a8 torre del nero · c8 alfiere del nero · e8 re del nero · f8 alfiere del nero · h8 torre del nero · a7 pedone del nero · b7 pedone del nero · c7 donna del nero · d7 pedone del nero · f7 pedone del nero · g7 pedone del nero · h7 pedone del nero · c6 cavallo del nero · e6 pedone del nero · c4 alfiere del bianco · e4 pedone del bianco · g4 cavallo del nero · c3 cavallo del bianco · f3 cavallo del bianco · h3 pedone del bianco · a2 pedone del bianco · b2 pedone del bianco · e2 donna del bianco · f2 pedone del bianco · g2 pedone del bianco · a1 torre del bianco · c1 alfiere del bianco · f1 torre del bianco · g1 re del bianco | a8 torre del nero · c8 alfiere del nero · e8 re del nero · f8 alfiere del nero · h8 torre del nero · a7 pedone del nero · b7 pedone del nero · c7 donna del nero · d7 pedone del nero · f7 pedone del nero · g7 pedone del nero · h7 pedone del nero · c6 cavallo del nero · e6 pedone del nero · c4 alfiere del bianco · e4 pedone del bianco · g4 cavallo del nero · c3 cavallo del bianco · f3 cavallo del bianco · h3 pedone del bianco · a2 pedone del bianco · b2 pedone del bianco · e2 donna del bianco · f2 pedone del bianco · g2 pedone del bianco · a1 torre del bianco · c1 alfiere del bianco · f1 torre del bianco · g1 re del bianco | a8 torre del nero · c8 alfiere del nero · e8 re del nero · f8 alfiere del nero · h8 torre del nero · a7 pedone del nero · b7 pedone del nero · c7 donna del nero · d7 pedone del nero · f7 pedone del nero · g7 pedone del nero · h7 pedone del nero · c6 cavallo del nero · e6 pedone del nero · c4 alfiere del bianco · e4 pedone del bianco · g4 cavallo del nero · c3 cavallo del bianco · f3 cavallo del bianco · h3 pedone del bianco · a2 pedone del bianco · b2 pedone del bianco · e2 donna del bianco · f2 pedone del bianco · g2 pedone del bianco · a1 torre del bianco · c1 alfiere del bianco · f1 torre del bianco · g1 re del bianco | a8 torre del nero · c8 alfiere del nero · e8 re del nero · f8 alfiere del nero · h8 torre del nero · a7 pedone del nero · b7 pedone del nero · c7 donna del nero · d7 pedone del nero · f7 pedone del nero · g7 pedone del nero · h7 pedone del nero · c6 cavallo del nero · e6 pedone del nero · c4 alfiere del bianco · e4 pedone del bianco · g4 cavallo del nero · c3 cavallo del bianco · f3 cavallo del bianco · h3 pedone del bianco · a2 pedone del bianco · b2 pedone del bianco · e2 donna del bianco · f2 pedone del bianco · g2 pedone del bianco · a1 torre del bianco · c1 alfiere del bianco · f1 torre del bianco · g1 re del bianco | 2 |
| 1 | a8 torre del nero · c8 alfiere del nero · e8 re del nero · f8 alfiere del nero · h8 torre del nero · a7 pedone del nero · b7 pedone del nero · c7 donna del nero · d7 pedone del nero · f7 pedone del nero · g7 pedone del nero · h7 pedone del nero · c6 cavallo del nero · e6 pedone del nero · c4 alfiere del bianco · e4 pedone del bianco · g4 cavallo del nero · c3 cavallo del bianco · f3 cavallo del bianco · h3 pedone del bianco · a2 pedone del bianco · b2 pedone del bianco · e2 donna del bianco · f2 pedone del bianco · g2 pedone del bianco · a1 torre del bianco · c1 alfiere del bianco · f1 torre del bianco · g1 re del bianco | a8 torre del nero · c8 alfiere del nero · e8 re del nero · f8 alfiere del nero · h8 torre del nero · a7 pedone del nero · b7 pedone del nero · c7 donna del nero · d7 pedone del nero · f7 pedone del nero · g7 pedone del nero · h7 pedone del nero · c6 cavallo del nero · e6 pedone del nero · c4 alfiere del bianco · e4 pedone del bianco · g4 cavallo del nero · c3 cavallo del bianco · f3 cavallo del bianco · h3 pedone del bianco · a2 pedone del bianco · b2 pedone del bianco · e2 donna del bianco · f2 pedone del bianco · g2 pedone del bianco · a1 torre del bianco · c1 alfiere del bianco · f1 torre del bianco · g1 re del bianco | a8 torre del nero · c8 alfiere del nero · e8 re del nero · f8 alfiere del nero · h8 torre del nero · a7 pedone del nero · b7 pedone del nero · c7 donna del nero · d7 pedone del nero · f7 pedone del nero · g7 pedone del nero · h7 pedone del nero · c6 cavallo del nero · e6 pedone del nero · c4 alfiere del bianco · e4 pedone del bianco · g4 cavallo del nero · c3 cavallo del bianco · f3 cavallo del bianco · h3 pedone del bianco · a2 pedone del bianco · b2 pedone del bianco · e2 donna del bianco · f2 pedone del bianco · g2 pedone del bianco · a1 torre del bianco · c1 alfiere del bianco · f1 torre del bianco · g1 re del bianco | a8 torre del nero · c8 alfiere del nero · e8 re del nero · f8 alfiere del nero · h8 torre del nero · a7 pedone del nero · b7 pedone del nero · c7 donna del nero · d7 pedone del nero · f7 pedone del nero · g7 pedone del nero · h7 pedone del nero · c6 cavallo del nero · e6 pedone del nero · c4 alfiere del bianco · e4 pedone del bianco · g4 cavallo del nero · c3 cavallo del bianco · f3 cavallo del bianco · h3 pedone del bianco · a2 pedone del bianco · b2 pedone del bianco · e2 donna del bianco · f2 pedone del bianco · g2 pedone del bianco · a1 torre del bianco · c1 alfiere del bianco · f1 torre del bianco · g1 re del bianco | a8 torre del nero · c8 alfiere del nero · e8 re del nero · f8 alfiere del nero · h8 torre del nero · a7 pedone del nero · b7 pedone del nero · c7 donna del nero · d7 pedone del nero · f7 pedone del nero · g7 pedone del nero · h7 pedone del nero · c6 cavallo del nero · e6 pedone del nero · c4 alfiere del bianco · e4 pedone del bianco · g4 cavallo del nero · c3 cavallo del bianco · f3 cavallo del bianco · h3 pedone del bianco · a2 pedone del bianco · b2 pedone del bianco · e2 donna del bianco · f2 pedone del bianco · g2 pedone del bianco · a1 torre del bianco · c1 alfiere del bianco · f1 torre del bianco · g1 re del bianco | a8 torre del nero · c8 alfiere del nero · e8 re del nero · f8 alfiere del nero · h8 torre del nero · a7 pedone del nero · b7 pedone del nero · c7 donna del nero · d7 pedone del nero · f7 pedone del nero · g7 pedone del nero · h7 pedone del nero · c6 cavallo del nero · e6 pedone del nero · c4 alfiere del bianco · e4 pedone del bianco · g4 cavallo del nero · c3 cavallo del bianco · f3 cavallo del bianco · h3 pedone del bianco · a2 pedone del bianco · b2 pedone del bianco · e2 donna del bianco · f2 pedone del bianco · g2 pedone del bianco · a1 torre del bianco · c1 alfiere del bianco · f1 torre del bianco · g1 re del bianco | a8 torre del nero · c8 alfiere del nero · e8 re del nero · f8 alfiere del nero · h8 torre del nero · a7 pedone del nero · b7 pedone del nero · c7 donna del nero · d7 pedone del nero · f7 pedone del nero · g7 pedone del nero · h7 pedone del nero · c6 cavallo del nero · e6 pedone del nero · c4 alfiere del bianco · e4 pedone del bianco · g4 cavallo del nero · c3 cavallo del bianco · f3 cavallo del bianco · h3 pedone del bianco · a2 pedone del bianco · b2 pedone del bianco · e2 donna del bianco · f2 pedone del bianco · g2 pedone del bianco · a1 torre del bianco · c1 alfiere del bianco · f1 torre del bianco · g1 re del bianco | a8 torre del nero · c8 alfiere del nero · e8 re del nero · f8 alfiere del nero · h8 torre del nero · a7 pedone del nero · b7 pedone del nero · c7 donna del nero · d7 pedone del nero · f7 pedone del nero · g7 pedone del nero · h7 pedone del nero · c6 cavallo del nero · e6 pedone del nero · c4 alfiere del bianco · e4 pedone del bianco · g4 cavallo del nero · c3 cavallo del bianco · f3 cavallo del bianco · h3 pedone del bianco · a2 pedone del bianco · b2 pedone del bianco · e2 donna del bianco · f2 pedone del bianco · g2 pedone del bianco · a1 torre del bianco · c1 alfiere del bianco · f1 torre del bianco · g1 re del bianco | 1 |
|   | a | b | c | d | e | f | g | h |   |

La trappola siberiana è una trappola d'apertura scacchistica. Dopo una serie di mosse naturali nel gambetto Morra della difesa siciliana, il bianco può perdere la donna. Il nome sembra derivare da Boris Šipkov di Novosibirsk.
La trappola è stata usata almeno due volte nella pratica dei tornei: nella Kolenbet–Šipkov, Chabarovsk 1987, e nella Tesinskij–Magerramov, Budapest 1990.
Le mosse:
1. e4 c5(?) (difesa siciliana)
2. d4 cxd4
3. c3 (gambetto Morra)
3...dxc3  (il nero accetta il gambetto)
 4. Cxc3 Cc6
5. Cf3 e6
6. Ac4 Dc7
7. 0-0 Cf6
8. De2
Il bianco prepara e4-e5. Questa mossa è giocabile se il bianco sta molto attento alla prossima mossa. Dopo 8.Te1 Ac5 il nero ha una buona posizione, visto che la casa f2 del bianco è sotto pressione. Il bianco, inoltre, non ottiene molto dopo 8.h3 a6. Il Modern Chess Opening, invece, suggerisce 8.Cb5 Db8 9. e5 Cxe5 10. Cxe5 Dxe5 11. Te1 e il bianco ha del compenso per i pedoni sacrificati.
8. ... Cg4!
9. h3??
(vedi diagramma) Questa mossa apparentemente naturale è un errore decisivo. Lo stesso destino attende il Bianco dopo 9.Ab3?? come nella Kramadžian-Šipkov, Novosibirsk 1988. Un ulteriore tentativo che non funziona è 9.Td1 Ac5. MCO-14 raccomanda 9.Cb5! Rb8 (con la minaccia 10...a6 11.Cc3 Cd4!) 10.h3 h5 11.g3 Cge5 12.Cxe5 Cxe5 13.Af4 a6 con una posizione tagliente con possibilità grossomodo pari per entrambi.
 9. ... Cd4!
La minaccia del nero di Cxf3+ seguita da 11...Dh2# vince la donna bianca: se 10.Cxd4?, Dh2#.